# Джерлек, Армин
Армин Джерлек (серб. Армин Ђерлек; 15 июля 2000, Нови-Пазар, Сербия) — сербский футболист, полузащитник клуба «Тренчин».

## Клубная карьера
Джерлек — воспитанник клубов ОФК и «Партизан». 18 февраля 2018 года в матче против «Младости» он дебютировал в чемпионате Сербии. Летом 2019 года Джерлек перешёл в турецкий «Сивасспор». 28 сентября в матче против «Аланьяспора» он дебютировал в турецкой Суперлиге. 

## Международная карьера
В 2016 году в составе юношеской сборной Сербии Джерлек принял участие в юношеском чемпионате Европы в Азербайджане. На турнире он сыграл в матчах против команд Италии, Испании и Нидерландов.
В 2017 году Джерлек принял участие в юношеском чемпионате Европы в Хорватии. На турнире он сыграл в матчах против команд Ирландии, Германии и Боснии и Герцеговины.